# 포피
foreskin
포피(foreskin)는 남성의 성기에서 이중으로 접혀있는 피부 부분(민무늬근, 혈관, 신경, 피부)이며, 음경의 귀두와 요도를 보호하는 역할을 하는 신체 조직이다. 포피는 움직일 수 있고 상당히 신축성이 있으며 천연 윤활제 역할을 한다. 또한 포피가 배아적으로 상동성인 여성의 음핵 포피의 뜻을 포함하는 더 넓은 용어인 Prepuce로도 쓸 수 있다.
성인의 포피는 일반적으로 귀두 위로 접을 수 있다. 이완이 되거나 발기한 상태에서의 귀두 범위는 포피 길이에 따라 다르다. 포피는 출생 시 귀두에 부착되어 유아기에는 접을 수 없다. 어린 시절에 포피를 접을 수 없는 것은 비뇨기과적 문제로 간주해서는 안된다. 포피의 끝은 신경이 고도로 분포된 점막 피부 영역이다. 이 곳은 여러 병리학적 조건의 대상이 될 수 있다. 대부분의 상태는 드물고 쉽게 치료된다. 일부 경우, 특히 만성 질환의 경우 포경을 부분적으로 또는 완전히 제거하는 시술인 포경수술이 치료에 포함된다.
특히 성감이 높은 포피 소대와 포피 능선을 재생하기 위한 과학적 노력이 진행 중이다. 이 분야에서 가장 많은 혜택을 받을 수 있는 환자는 선천적 장애, 암, 포피의 전부 또는 일부를 절단해야하는 부상, 포경수술과 같은 생식기 변형의 형태를 되돌리려는 남성이 포함된다.

## 설명

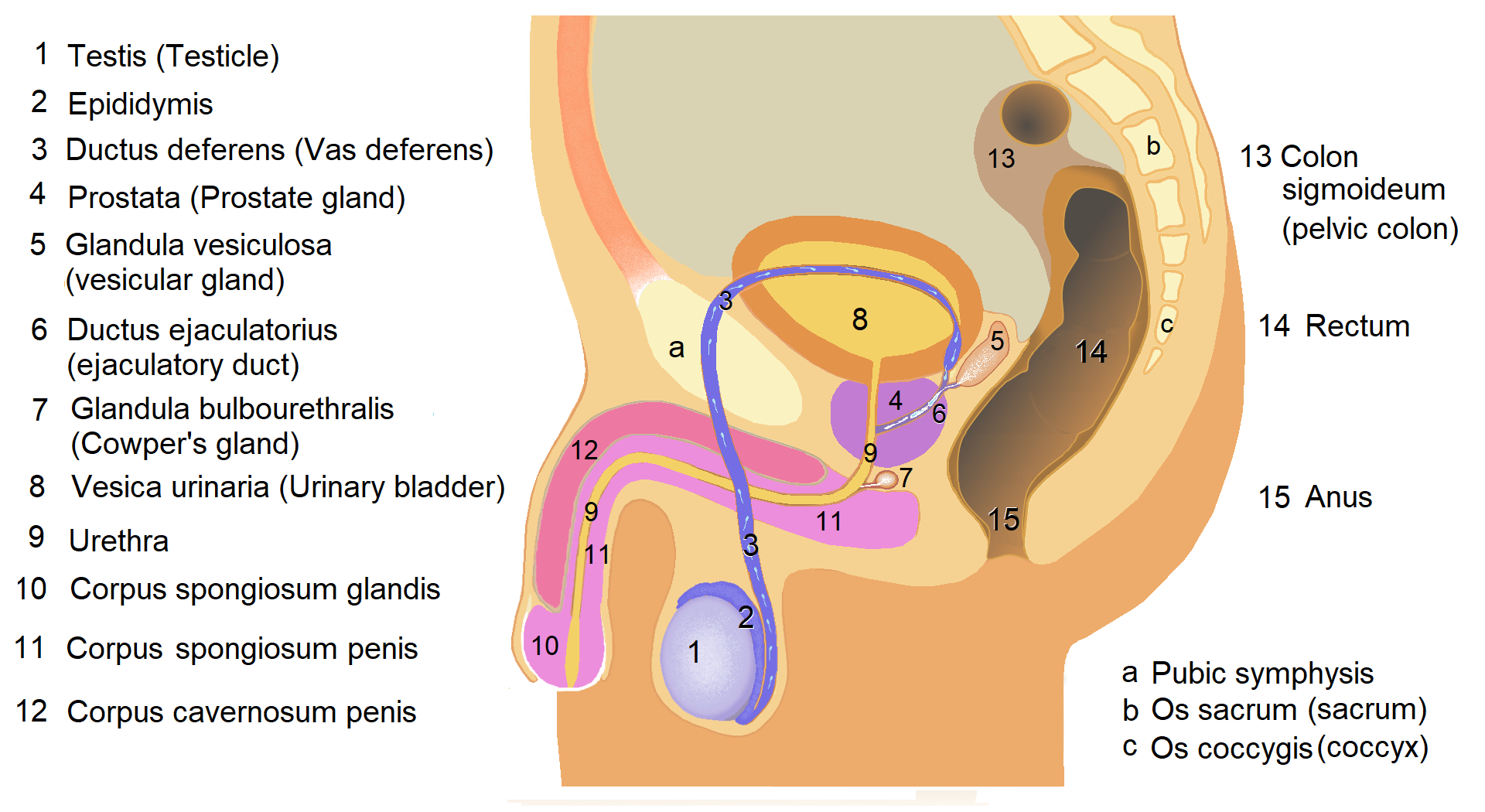
남성의 비뇨기계 그림

포피의 바깥 쪽은 음경 축에 있는 피부의 연속이지만, 안쪽 포피는 눈꺼풀이나 입 안쪽과 같은 점막이다. 점막 피부대는 포피의 바깥쪽과 안쪽이 만나는 곳이다. 성적으로 신경이 많이 분포된 조직의 띠는 포피 끝 바로 안쪽에 있다. 눈꺼풀과 마찬가지로 포피는 귀두에서 분리된 후에도 자유롭게 움직일 수 있으며, 일반적으로 사춘기 시기에 발생한다. 포피는 음경의 혈관이 높은 조직인 소대에 의해 귀두에 부착된다. 세계보건기구(WHO)는 "소대는 포피 바깥층과 안쪽 포피층 사이의 경계를 형성하며, 음경이 발기하지 않으면 조여져 포피 구멍을 좁힌다."라고 밝혔다.
인간의 포피는 피부 바로 아래에 근육 조직의 외피를 포함하고 있는데, 이전에는 말초근으로 알려졌고 지금은 음낭육상막(dartos fascia, 陰囊肉狀膜)이라고 불리며 대부분 포피에 포함되어 있다. 탄력 섬유는 포피 끝에 가마를 형성하는 음낭육상막에 포함되어 있다. 섬유층은 유아의 괄약근 역할을 하여 소변이 통과할 수 있도록 열리지만 귀두를 이물질과 오염 물질로부터 보호하기 위해 닫힌다. 음낭육상막은 온도에 민감하며 온도 변화에 따라 팽창 및 수축한다. 음낭육상막은 밑에 있는 조직과 느슨하게 연결되어 있어 음경 피부의 피부 이동성과 탄력성을 제공한다. 22개의 포피 부검에 대한 연구를 기반으로 한 영국 비뇨기과 외과 의사 협회의 조직학적 발견에 따르면 "포피는 여러 신경과 신경 종말을 위한 크고 중요한 플랫폼을 제공하고 preputial mucosa 및 ridged band 와 같은 특수 감각 조직"이라고 밝혔다.
랑게르한스 세포는 음경 상피의 모든 영역에서 발견되는 미성숙 수지상 세포이다. 포피 안쪽 표면에서 가장 표면에 존재한다.

## 역사
포피는 다양한 시대의 예술 작품에서 볼 수 있다.

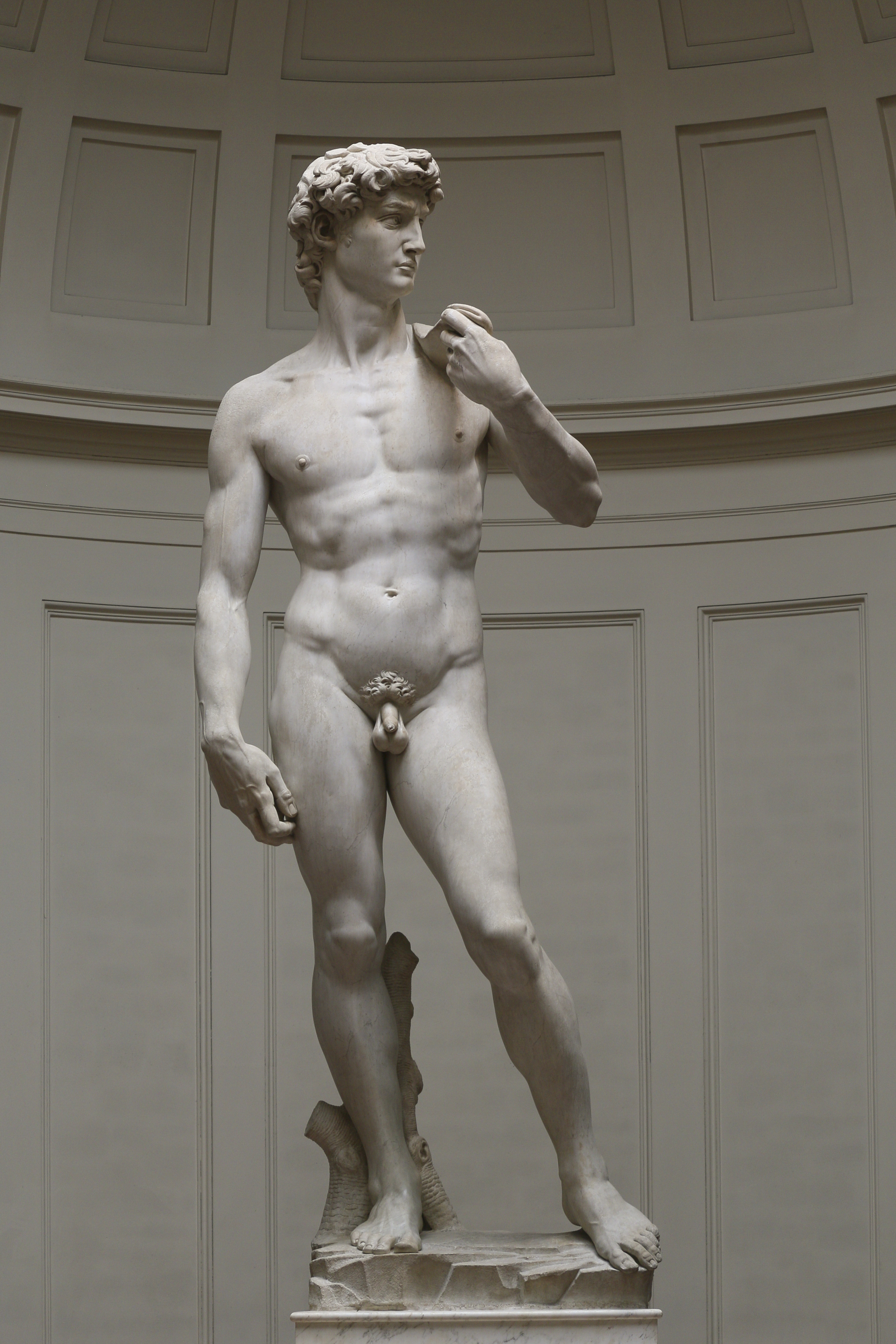
David Marble sculpture, 1504 A.D.
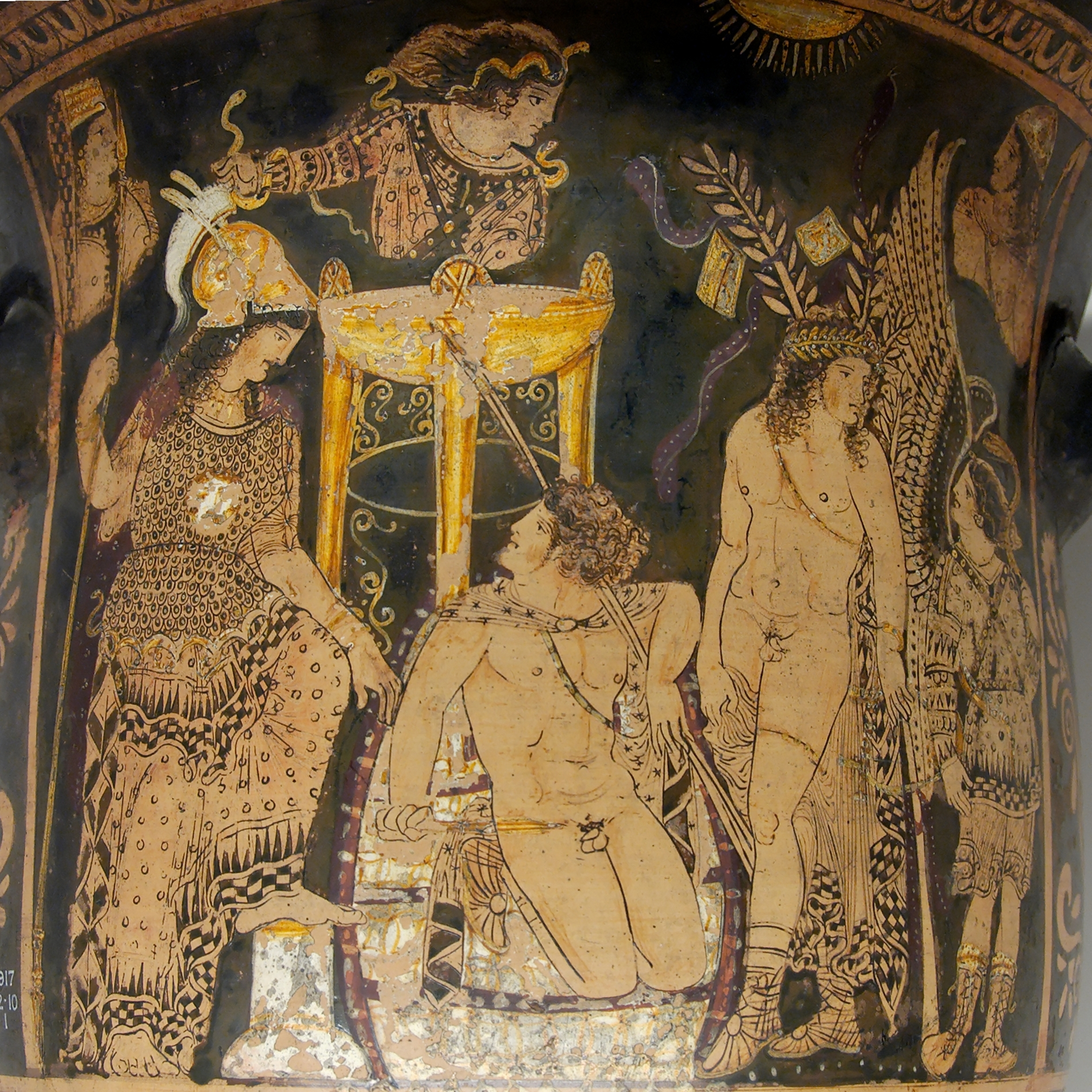
"Orestes at Delphi". Painting of two naked males, ca. 330 B.C.
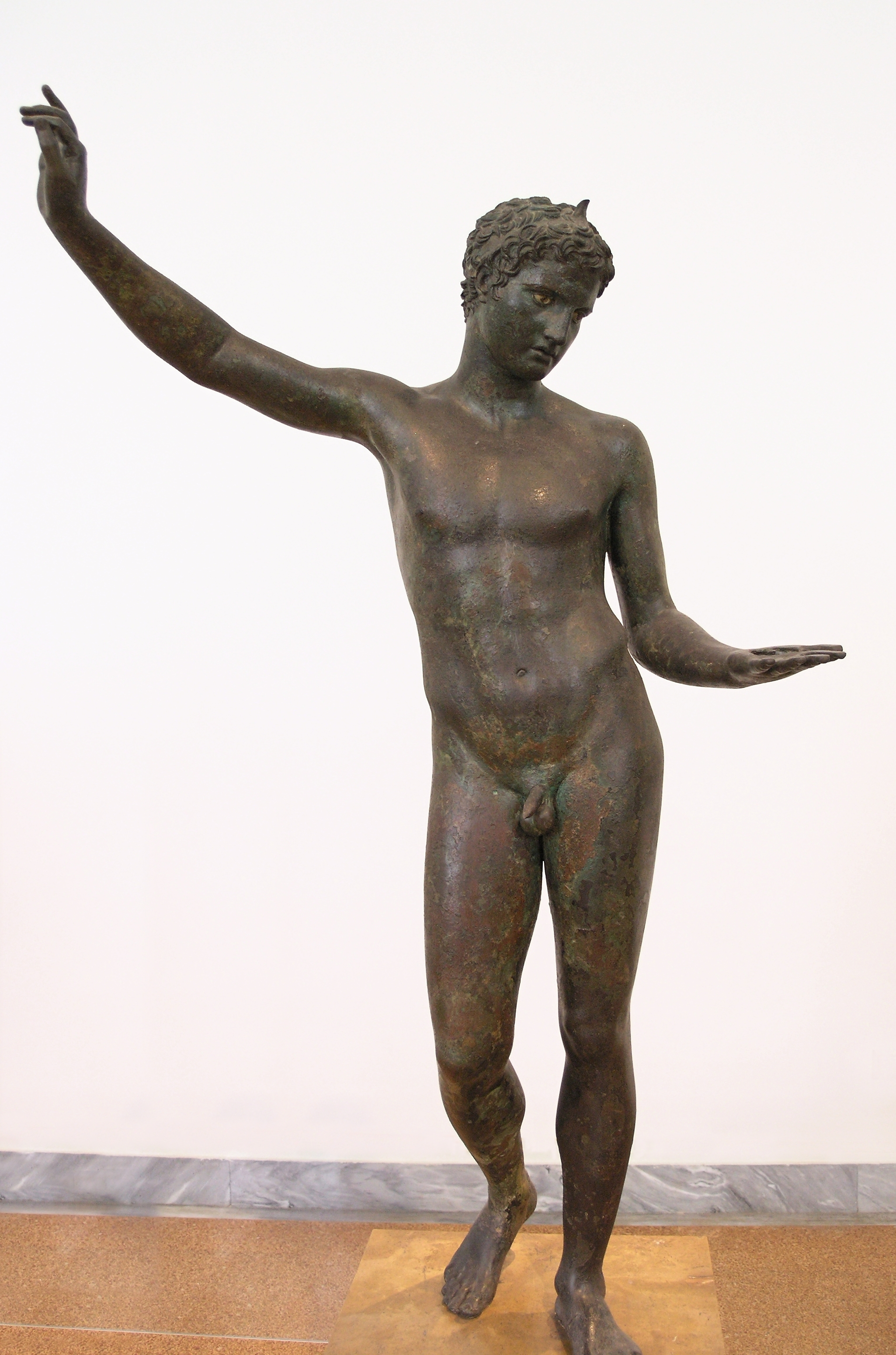
The Marathon Youth, National Archaeological Museum, Athens, ca. 340-330 B.C.

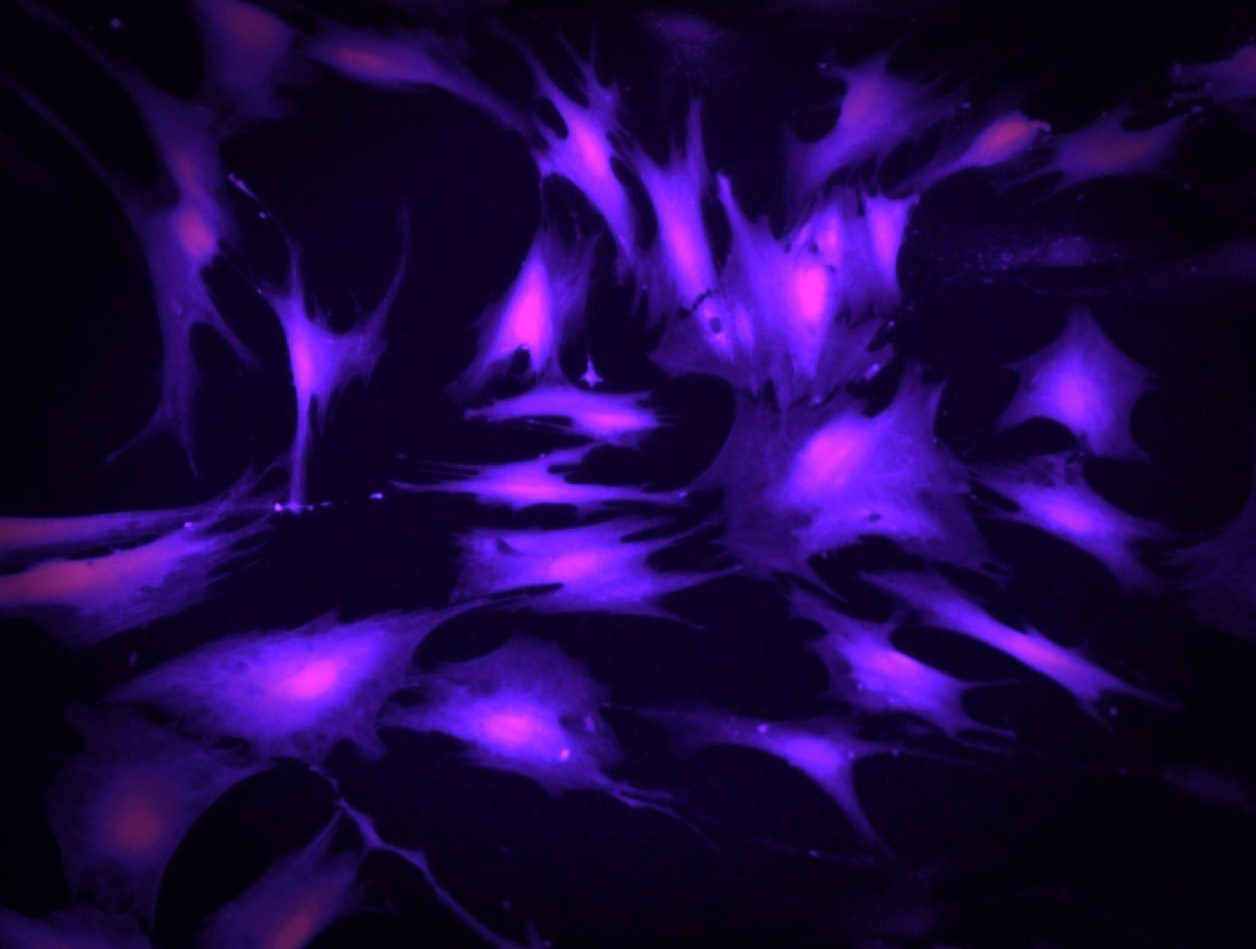
칼세인으로 염색된 포피에서 분리된 인간 신생아 진피 섬유아세포. 이러한 세포는 생물반응기 및 조직공학 응용 분야에 사용된다.

### 포피 기반 제품
포경수술에서 얻은 포피는 생화학 및 미세 해부학 연구자들이 인간 피부의 구조와 단백질을 연구하기 위해 사용한다. 특히 신생아로부터 얻은 포피는 사람의 피부를 만드는 데 유용한 것으로 밝혀졌다.
신생아의 포피는 피부 이식 조직, β-인터페론 기반 약물에도 사용된다.
포피 섬유아세포는 생물 의학 연구에 사용되었다.

## 발달
포피는 침팬지를 포함하여 인간이 아닌 영장류에도 존재한다.
수정 8주 후, 포피가 귀두 위로 자라기 시작하여 16주까지 완전히 덮는다. 이 단계에서 포피와 귀두는 둘을 함께 융합하는 상피 조직(점막층)을 공유한다. 포피가 귀두에서 분리될 때까지는 이와 같이 유지된다.
소아의 경우 포피가 일반적으로 귀두를 완전히 덮지만 성인의 경우 그렇지 않을 수 있다. 발기하는 동안 포피 수축 정도는 상당히 다르다. 일부 성인에서는 포피가 귀두 전체 또는 일부를 덮은 채로 수동으로 또는 성행위에 의해 수축 될 때까지 남아있다. 이 변이는 Chengzu (2011)에 의해 잉여라는 비정상적인 조건으로 간주되었다. 포피 아래의 빈번한 수축과 세척은 모든 성인에게 권장되지만 특히 길거나 잉여 포피를 가진 사람들에게 권장된다. 포피가 발기한 음경보다 길면 발기시 저절로 수축되지 않는다.
어린 시절 또는 성인기 동안 수동 포피 수축은 포피의 정상적인 발달과 자동 수축을 자극하는 역할을 하며, 이는 포피에 영향을 미치는 많은 상태가 행동적으로 예방되거나 치유될 수 있음을 시사한다. Guochang(2010)은 포피가 너무 빡빡해서 수축하거나 약간의 유착이 있는 사람들은 부상을 입을 수 있으므로 강제 수축은 피해야한다고 말한다.

### 기능
포피는 일반적으로 음경이 발기하지 않을 때 귀두를 덮지만(상단 이미지), 발기 시 수축한다(하단 이미지). 이완 및 발기 상태의 귀두 범위는 포피 길이에 따라 다르다.
세계보건기구(2007)는 "귀두를 촉촉하게 유지하고, 자궁에서 발달하는 음경을 보호하거나, 신경 수용체의 존재로 인한 성적 쾌락을 향상시키는 등 여러 기능과 함께 포피의 역할에 대한 논쟁이 있다"고 밝혔다. 포피는 발기 중에 충분한 피부를 제공하는 데 도움이 된다.
포피는 귀두를 보호한다. 포피는 아기의 귀두를 암모니아와 기저귀의 대변으로부터 보호하여 외요도구협착의 발생을 줄이고 평생동안 귀두를 찰과상과 외상으로부터 보호한다. 포피의 접힘은 축축함을 유지한다. 이 때 각질화된 피부와 혼합되어 귀두지를 형성한다.

### 민감성
포피는 신경과 스트레치 수용체로 가득찬 특수 조직이다. 포피에는 미세한 접촉 감도와 관련된 신경 종말인 마이스너 소체가 포함되어 있다. 포피의 안쪽과 바깥 쪽 층이 만나는 융기된 띠에 가장 집중되어 있고, 포피의 부드러운 안쪽 층에는 가장 적게 집중되어 있다. 신체의 다른 털이 없는 피부 부위에 비해 마이스너 지수는 손가락 끝(0.96)에서 가장 높았고 포피에서 가장 낮았다(0.28). 포피는 신체에서 가장 민감하지 않은 털이 없는 조직이다. 또한 한 연구에 따르면 "이러한 신경 종말의 수는 성행위가 시작되는 십대에서 청년기 이후에 현저하게 감소한다. 이것은 마이스너 소체에 대한 성기능을 제안하는 것을 매우 어렵게 만든다. 보다 실현 가능한 가설은 사춘기가 시작될 때까지 성기능이 드러날 때까지 음경을 보호하는 역할을 하는 청소년 현상으로 간주하는 것이다."라고 밝혔다. 찰스 다윈은 포피의 미세한 접촉에 대한 민감성이 우리의 벌거벗은 조상에게 "조기 경고 시스템" 역할을 했을 수도 있고, 귀두를 무는 곤충과 기생충의 침입으로부터 보호했을 것이라고 추측했다.
Moses와 Bailey (1998)는 포피가 남성의 성적 쾌락을 증가시킨다는 사실이 입증되지 않는다."라고 말한다. 2015년 성적 감각 연구에 따르면 포피가 아닌 귀두가 성적 감각, 특히 소대(소대 아래 영역) 영역과 관련이 있다고 결론지었다. Morris와 Krieger는 "따라서 음경 기능 및 자위와 같은 포피의 특수한 특성을 주장하는 추측과 오래된 의견은 회의적으로 보아야한다."라고 말한다. 대중의 신념과 의견과는 달리, 2013년에 실시된 포경 수술 전후의 성기 민감도를 조사한 두 연구에서 포경수술 후 음경 민감도가 더 높은 것으로 나타났다. 그러나 두 연구 모두 포경수술을 받은 남성과 받지 않은 남성 사이의 성기능에 큰 차이가 없다고 결론지었다. 2015년 연구에 따르면 포경수술의 성적인 영향은 전적으로 귀두의 노출에만 의존해야 하며 포경의 부재에 의존해서는 안된다고 결론지었다.

### 진화
영장류에서 포피는 남녀의 생식기에 존재하며 수백만년 동안 진화한 것으로 보인다. 포피와 같은 복잡한 음경 형태의 진화는 암컷의 영향을 받았을 수 있다.
현대에는 포피가 필수 구조인지 흔적 구조인지에 대한 논란이 있다. 1949년 영국의 의사 Douglas Gairdner는 포피가 신생아에게 귀두의 보호 역할을 한다고 언급했다. 그러나 일부 의학 연구자들은 포경수술을 받은 남성이 성관계를 좋아한다고 주장하며 HIV 감염에 대한 최근 연구를 고려할 때 포피가 가치가 있는 것보다 더 많은 문제를 일으킨다고 말한다. 2017년 3월 Global Health Journal : Science and Practice의 발행물에서 Morris와 Krieger는 "포피 크기의 가변성은 포피가 흔적 구조인 것과 일치한다."라고 투고하였다.

## 변형
포피성형술은 가장 일반적인 포피 재건 기술이며, 너무 작은 포피를 가지고 태어난 사람에게 수행한다. 유사한 절차를 포경에 의지하지 않고 완화하기 위해 수행된다.
포경수술은 포피를 부분적으로 또는 완전히 제거하는 수술이다. 포경, 귀두염을 치료하거나 성병의 전파를 예방하기 위해 어린이나 성인에게 포경수술을 시행한다.
다른 문화적 또는 심미적 관행에는 포피를 포함하는 성기 피어싱과 포피 절단이 포함된다.

## 기타
포피는 귀두염, 포경, 성병, 음경암에 관여할 수 있다.
Frenulum breve는 포피가 완전히 수축 할 수 있을 만큼 충분히 길지 않은 소대로 인해 성교 중에 불편함을 유발할 수 있다고 하였다.
포경은 성인의 포피가 제대로 수축되지 않는 상태이다. 포경은 국소 스테로이드 연고를 사용하고 성관계 중 윤활유를 사용하여 치료할 수 있다. 심한 경우 포경수술이 필요할 수 있다. 포피염은 포피에 염증이 생기는 질병이다.
꽉 조여진 포피가 귀두 뒤에 갇혀 부풀어 오르면 감돈 포경 상태가 된다. 감돈 포경은 음경에 혈액 공급을 차단하여 허혈을 유발하므로 신속한 응급 처치 및 수술이 필요하다.
경화성 태선은 성인 여성에게 가장 흔하게 발생하는 만성 염증성 피부 상태이지만 남성과 어린이에서도 볼 수 있다. 국소적으로 클로베타솔프로피오네이트와 모메타손푸로에이트는 생식기 공막의 치료에 효과적인 것으로 입증되었다.
포피가 클수록 포경수술을 받지 않은 남성은 HIV 감염 위험이 증가할 가능성이 높다. 포피 안쪽의 표면적이 넓고 랑게르한스 세포의 농도가 높기 때문이다.